# Karla og Jonas
Karla og Jonas er en dansk børne-/ungdomsfilm fra 2010 instrueret af Charlotte Sachs Bostrup.

## Handling
Karla er forelsket i Jonas, der bor på et børnehjem. Sammen drager de to af sted for at finde Jonas' biologiske mor.

## Eksterne links
- Karla og Jonas på Internet Movie Database (engelsk)
- Karla og Jonas på Filmdatabasen
- Karla og Jonas på danskefilm.dk
- Karla og Jonas på danskfilmogtv.dk
- Karla og Jonas på Scope
- Karla og Jonas på AlloCiné (fransk)
- Karla og Jonas på MovieMeter (nederlandsk)
- Karla og Jonas på Turner Classic Movies (engelsk)
- Karla og Jonas på The Movie Database (engelsk)
- Karla og Jonas på Rotten Tomatoes (engelsk)
- Omtale (Webside ikke længere tilgængelig) på Zagreb Filmfestival